# Yuto
Yuto är en ort i Argentina.   Den ligger i provinsen Jujuy, i den norra delen av landet, 1 400 km norr om huvudstaden Buenos Aires. Yuto ligger 355 meter över havet och antalet invånare är 7 732.
Terrängen runt Yuto är huvudsakligen platt, men åt nordväst är den kuperad. Yuto är det största samhället i trakten.
I omgivningarna runt Yuto växer i huvudsak lövfällande lövskog. Runt Yuto är det mycket glesbefolkat, med 7 invånare per kvadratkilometer.